# دل‌دل
دل‌دل یا دل‌دول نام اسب سفید رنگی بود که متعلق به محمد پیامبر اسلام بود که توسط مقوقس (حاکم اسکندریه) به وی هدیه داده شد.

## معنی
دل‌دل در عربی به معنی خارپشت است و احتمالاً این به علت نحوه گام برداشتن حیوان بوده‌است. اما این مهم مورد تردید است. دل‌دل، قاطر مادینه بود.

## کاربردها
نام این قاطر پیش از هدیه داده شدن به محمد بن عبدالله، یعفور یا عفیر بوده‌است و در لشکرکشی‌های زیادی محمد بر روی عفیر سوار بوده‌است. عفیر بسیار عمر کرد تا جایی که دندانهایش را از دست داد و باید جو را در دهانش می‌گذاشتند تا بخورد و در ینبع مرد. به هنگام مرگ، محمد، آن را به همراه زره‌اش، به علی بن ابی‌طالب سپرد که به عقیده شیعیان، نشانه‌ای از جایگاه برجسته علی است.

## اشتباه مورخین
این حیوان در روایت سنتی فولکوره اسلامی، گاهی با براق که معتقدند محمد سوار بر آن، به صورت جسمانی به بهشت صعود کرده‌است، اشتباه گرفته می‌شود. گرچه در نقاشی‌های محبوب، براق عروج‌گر محمد، به‌طور عموم با بدن قاطر و صورت انسان به نمایش در می‌آید، در اشعار فارسی همانند متون زندگی‌نامه نویسی و صوفیگری‌نویسی فارسی-عربی، دل‌دل به قاطر محمد گفته می‌شود. در اشعار فارسی، به علی بن ابی‌طالب، «شاه دل‌دل سوار» گفته می‌شود.

## اشعار فارسی
مولانا:
| گفتیی سرمست در سبزه و گلست |  | یا سواره بر براق و دلدل است |

| به شمس مفخر تبریز از آن رسید دلت |  | که چست دل‌دل دل می‌نمود مرکوبی |

خاقانی:
| لاجرم ز ابلق چرب آخور چرخ |  | دلدلی داشت خم ران اسد |

سعدی:
| خردمند عثمان شب زنده دار |  | چهارم علی شاه دلدل سوار |